# مارکوس فون اهلن
مارکوس فون اهلن (انگلیسی: Markus von Ahlen؛ زادهٔ ۱ ژانویهٔ ۱۹۷۱) بازیکن فوتبال اهل آلمان است.
از باشگاه‌هایی که در آن بازی کرده‌است می‌توان به باشگاه فوتبال اوردینگن ۰۵، باشگاه فوتبال بایر ۰۴ لورکوزن، باشگاه فوتبال بوخوم، و باشگاه فوتبال آلمانیا آخن اشاره کرد.